# Capela de Nossa Senhora dos Remédios (Jacareí)
A Capela de Nossa Senhora dos Remédios, construída em Jacareí (estado de São Paulo) é um exemplar típico da arquitetura rural religiosa colonial.

## História
Construída em taipa de pilão, supostamente no final do século XVIII, em terras que no início do mesmo século teriam pertencido a Bartolomeu Fernandes de Faria, rico fazendeiro e dono de muitos escravos, constitui-se em exemplar típico da arquitetura rural religiosa, com acréscimos posteriores: anexo lateral, também em taipa de pilão, e torre em alvenaria de tijolos. Possui um belo retábulo, com trabalho em madeira policromada talhada.
Foi restaurada pelo Condephaat em meados da década de 1980, ocasião em que teve as telhas francesas substituídas por telhas do tipo capa e canal e a torre, à época em ruínas, eliminada.

## Tombamento
Foi tombado pelo Condephaat em 1984 (processo nº 22150/82).